# Babirka-Tangassouka
Babirka-Tangassouka est une localité située dans le département de Bani de la province du Séno dans la région Sahel au Burkina Faso.